# CSF Speranța Nisporeni
O CSF Speranța Nisporeni é um clube de futebol com sede em Nisporeni, Moldávia. A equipe compete no Campeonato Moldavo de Futebol.

## História
O clube foi fundado em 1991.